# كاثرين أندرسون
كاثرين أندرسون (بالإنجليزية: Kathryn Anderson)‏ هي جَرّاحة أمريكية، ولدت في 1939.